# Пейдж, Реге-Жан
Реге-Жан Пейдж (англ. Regé-Jean Page; род. 24 января 1988, Лондон, Англия, Великобритания) — британский актёр театра и кино. Получил известность благодаря роли герцога Гастингса в телесериале «Бриджертоны» (2020), за которую был номинирован на премию Гильдии киноактёров США в категории «Лучший актёр в драматическом сериале». Вместе с остальным актёрским составом сериала «Бриджертоны» претендовал на эту награду в категории «Лучший актёрский ансамбль в драматическом сериале».

## Биография
Пейдж родился в Лондоне 24 января 1988 года. Он стал вторым ребёнком англиканского священника и медсестры-зимбабвийки из племени шона, после него в семье родились ещё двое детей. Детство Пейдж провёл в Хараре, но позже, в возрасте 14 лет, вернулся в Британию, где окончил школу. Он начал учиться актёрскому мастерству, рассматривая это как хобби. Позже Пейдж оказался в Национальном молодёжном театре, в 2013 году окончил Лондонский драматический центр. В начале своей карьеры он играл в разных театрах Лондона — в частности, в «Глобусе» (спектакль по пьесе Уильяма Шекспира «Венецианский купец»). Вместе со своим братом Пейдж создал панк-группу, позже вместе с Джошуа Нэшем — музыкальный дуэт Tunya. В 2020 году силами этого дуэта и хореографа Ланре Малолу был снят короткометражный фильм «Don’t wait».
Параллельно Пейдж начал сниматься в кино и на телевидении. В 2016 году он сыграл «Цыплячьего Джорджа» в мини-сериале «Корни», в 2018 году появился в двух эпизодах сериала «Для людей». Известным Пейджа сделала роль Саймона Бассета, герцога Гастингса, в шоу Netflix «Бриджертоны», первый сезон которого вышел на экраны в конце 2020 года. Эта работа принесла Пейджу номинацию на премию Гильдии киноактёров США в категории «Лучший актёр в драматическом сериале». Вместе с остальным актёрским составом «Бриджертонов» Пейдж претендовал на ту же премию в категории «Лучший актёрский ансамбль в драматическом сериале». В марте 2021 года стало известно, что Пейдж получил роль в фильме «Серый человек». Появлялись неофициальные данные о том, что он может стать новым Джеймсом Бондом после ухода из франшизы Дэниела Крэйга.
В конце февраля 2021 года Пейдж стал ведущим и исполнителем одних из главных ролей в вечерней музыкально-юмористической передаче Saturday Night Live.

## Фильмография
| Год  |     | Русское название                        | Оригинальное название                   | Роль                                     |
| ---- | --- | --------------------------------------- | --------------------------------------- | ---------------------------------------- |
| 2015 | с   | Мост Ватерло                            | Waterloo Bridge                         | Ги Брэкстон                              |
| 2016 | мтф | Корни                                   | Roots                                   | «Цыплячий Джордж»                        |
| 2018 | ф   | Хроники хищных городов                  | Mortal Engines                          | Капитан                                  |
| 2018 | с   | Для людей                               | For the People                          | Леонард Нокс                             |
| 2020 | с   | Бриджертоны                             | Bridgerton                              | Саймон Бассет, герцог Гастингс (1 сезон) |
| 2021 | с   | Saturday Night Live                     | Saturday Night Live                     | Актёр и ведущий                          |
| 2023 | ф   | Подземелья и драконы: Честь среди воров | Dungeons & Dragons: Honor Among Thieves | Зенк Йендар, паладин                     |